# Bruśnik
Bruśnik is een plaats in het Poolse district Tarnowski, woiwodschap Klein-Polen. De plaats maakt deel uit van de gemeente Ciężkowice en telt 350 inwoners.